# Novosanžarský rajón
Novosanžarský rajón (ukrajinsky Новосанжарський район) byl rajón v Poltavské oblasti na Ukrajině. Hlavním městem byly Novi Sanžary a rajón měl přibližně 33 tisíc obyvatel. 

## Sídla v rajónu
- Novi Sanžary